# ویوریکا سوزانو
ویوریکا سوزانو (به رومانیایی: Viorica Susanu) ورزشکار زن رشتهٔ روئینگ اهل کشور رومانی است. وی در بین سال‌های ‎۲۰۰۰ تا ۲۰۰۸ میلادی در مسابقات بازی‌های المپیک تابستانی در مجموع ۵ مدال، شامل ۴ مدال طلا و ۱ برنز را کسب کرد.